# Papier gazetowy

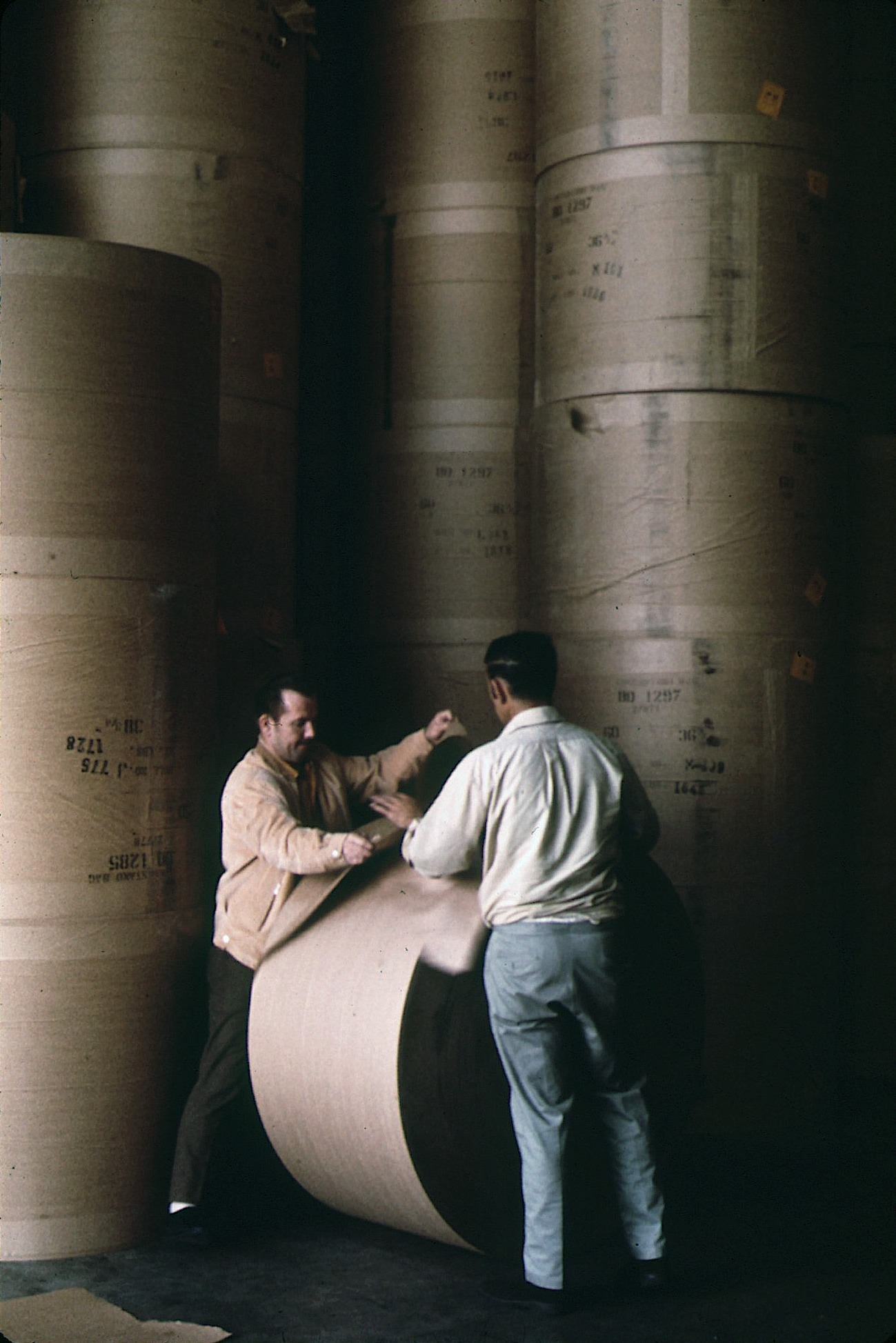
Papier gazetowy

Papier gazetowy – rodzaj papieru przeznaczonego do druku typograficznego jednobarwnych gazet, paragonów, biletów i innych druków jednorazowych, na których nie pisze się atramentem. Jest to najtańszy rodzaj papieru. Produkowany jest w gramaturze 50 g/m² w klasie VIII lub X, o powierzchni maszynowo gładkiej. Masa celulozowa i ścier są niebielone, papier zaklejany w masie. Samozrywalność w kierunku podłużnym nie niższa niż 2750 m. Papier gazetowy na ogół jest barwy białej, bywa też barwiony.